# المطاردة فرق

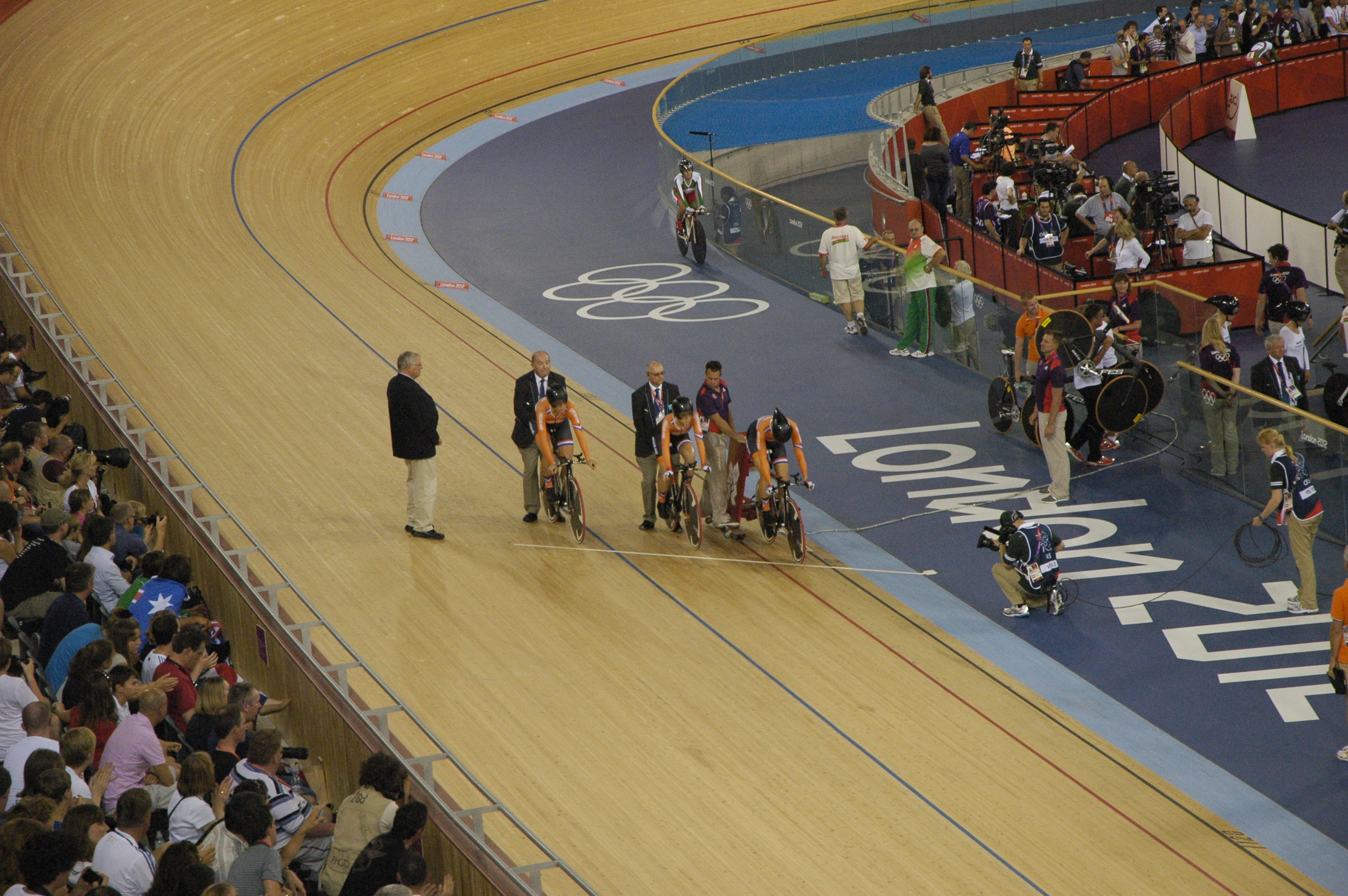

المطاردة الفرق هو أحد فعاليات سباق الدراجات على المضمار، هو نفسه كحدث المطاردة الفردي، إلا أنه يتكون من فريقين، كل فريق يتكون من أربعة متسابقين، تبدأ المنافسة بأن يكون كل فريق على طرف مقابل للفريق الآخر في مضمار.

## شكل السباق
تتنافس فعاليات كل من الرجال والسيدات على مسافة 4 كم، بواسطة فريق من 4 دراجين. قبل بداية موسم 2012-13، كان حدث السيدات يتم على مسافة 3 كلم بفريق مكون من 3 دراجات.
كما هو الحال مع المطاردة الفردية، الهدف هو قطع المسافة في أسرع وقت أو اللحاق بالفريق الآخر وتجاوزه في النهائي. يتابع الدراجون في الفريق بعضهم البعض عن كثب، ويقومون بالصياغة لتقليل السحب الكلي، وبشكل دوري، يقوم المتسابق الرئيسي (الذي يعمل بجد) بتقشير المقدمة، ويتأرجح على ضفاف المضمار ليعود وينضم إلى الفريق من الخلف. يعتبر وضع المتسابق الثالث محوريًا لأنه يتم قياس الأوقات النهائية عندما تعبر العجلة الأمامية لعضو الفريق الثالث خط النهاية. نظرًا لأن المتسابق الثالث هو الذي يقرر الفريق الفائز، فمن الشائع أن يقوم أحد المتسابقين بما يسمى «سحب الموت»، حيث يقوم بالدواسة بقوة قبل النهاية لسحب زملائه، مما يعني أن هذا المتسابق لا يمكنه الحفاظ على سرعة المجموعة بعد ذلك. هذا يسمح لزملائه في الفريق بالتعافي لفترة وجيزة خلفه قبل أن يقوموا بتسارع ثلاثة رجال أخيرًا نحو خط النهاية.

### تأهل
الجولة الأولى من المسابقة في الأحداث الكبرى هي الجولة التأهيلية. لا يزال هذا يشمل فريقين على المسار في نفس الوقت ولكنهما لا يتنافسان بشكل مباشر ضد بعضهما البعض ولكنهما يحاولان تحديد أسرع وقت للتقدم في المنافسة. في الألعاب الأولمبية منذ عام 2012، تقدمت الفرق الكبرى إلى جولات خروج المغلوب، مع بقاء الفريقين الأولين في سباق الميدالية الذهبية والفضية ويتنافس الفريقان الأولان من جميع الفرق المتبقية في سباق الميدالية البرونزية. قبل عام 2012، كان الخاسران في جولات خروج المغلوب يتنافسان على الميدالية البرونزية. تم إجراء هذا التغيير لتشجيع الأداء من جميع الفرق المؤهلة حيث ستتاح للجميع فرصة للتنافس على ميدالية اعتمادًا على أدائهم. في بطولة العالم أو أحداث كأس العالم الكلاسيكية، يتقدم أفضل فريقين من جولة التصفيات مباشرة إلى سباق الميدالية الذهبية والفضية بينما يتنافس التصفيات الثالثة والرابعة على الميدالية البرونزية.

## السباقات الرئيسية
| الألعاب الأولمبية | الرجال | للنساء |
| بطولات العالم     | الرجال | للنساء |
| كأس العالم        | الرجال | للنساء |